# Le Jugement dernier (téléfilm, 2011)
Pour les articles homonymes, voir Le Jugement dernier.
Pour plus de détails, voir Fiche technique et Distribution.
Le Jugement dernier (Doomsday Prophecy) est un téléfilm canadien réalisé par Jason Bourque et diffusé aux États-Unis le 13 août 2011 sur Syfy puis le 3 octobre 2011 sur The Movie Network / Movie Central.

## Synopsis
La Mer Noire vient d'être siphonnée par un tremblement de terre, comme l'avait prédit l'écrivain Rupert Crane. Eric Fox est envoyé pour récupérer le manuscrit de son prochain roman. Crane convoque également l'archéologue Brook Calvin. Un autre séisme détruit New York. Eric trouve Crane mort, touche par accident la barre que Crane tenait à la main et a des visions du futur. Brook arrive peu après et accuse Eric d'avoir tué Crane, mais ils trouvent une vidéo de Crane qui leur donne des instructions et l'arrivée d'hommes en noir les décide à partir. Guidés par les instructions de Crane et par les visions d'Eric et poursuivis par les hommes en noir, ils tentent d'échapper aux tremblements de terre et de sauver le monde dont la fin est programmée pour le lendemain soir.

## Fiche technique
- Titre original : Doomsday Prophecy
- Titre français : Le Jugement dernier
- Réalisation : Jason Bourque
- Scénario : Jason Bourque et Shawn Linden
- Direction artistique : James Willcock
- Costumes : Heather Douglas
- Photographie : C. Kim Miles
- Son : Graham Timmer et Blair Dykes
- Montage : Jamie Alain
- Musique : Michael Neilson
- Production : Josée Bernard, Tom Berry, Lisa M. Hansen, Paul Hertzberg, Gilles LaPlante
- Société de production : Cinetel Films, Reel One Entertainment, Doomsday Productions
- Pays d'origine : Canada
- Format : Couleurs - 35 mm - 1,78:1 - Dolby Digital
- Genre : action, film catastrophe, science-fiction
- Durée : 86 minutes

## Distribution
- A. J. Buckley (VF : Gwendal Anglade) : Eric Fox
- Jewel Staite (VF : Laura Blanc) : Brook Calvin
- Alan Dale (VF : Jean Barney) : Général Slate
- Bruce Ramsay (VF : Bertrand Liebert) : Garcia
- Rick Ravanello (VF : Jérôme Rebbot) : Agent Henning
- Gordon Tootoosis (VF : Mario Pecqueur) : John
- Matthew Kevin Anderson (VF : Yann Le Madic) : Dennis
- Roseanne Supernault (VF : Laurence Sacquet) : Raven
- Hiro Kanagawa (VF : Vincent Ribeiro) : Dr Yates
- Jerry Wasserman (VF : Michel Prud'homme) : Sam Lovell
- Doug Chapman (en) : Officier militaire
- Matthew Walker (en) (VF : Michel Papineschi) : Rupert Crane
- Phillip Mitchell : Jenkins
- Lori Triolo : Propriétaire du café
- Kate Gajdosik : Présentatrice du journal
- David Richmond-Peck (en) (VF : Laurent Morteau) : Dr Sparks
- Paula Lindberg : Assistante

 Source et légende : version française (VF) sur RS Doublage et selon le carton du doublage français télévisuel.